# Deutsche Gesellschaft für Ostasiatische Kunst
Die Deutsche Gesellschaft für Ostasiatische Kunst (DGOK) wurde 1926 in Berlin als „Gesellschaft für Ostasiatische Kunst“ gegründet. Ziel der Gesellschaft ist die Förderung und Verbreitung des Interesses und des Verständnisses für die Kunst und die Kultur Ostasiens. Sie hat die Rechtsform eines gemeinnützig anerkannten Vereins.
Die DGOK organisiert Veranstaltungen, Ausstellungen, Vorträge und Führungen, aber auch Reisen zu Veranstaltungen innerhalb Deutschlands und Ostasiens. Gleichzeitig ist sie als Förderverein des Museums für Asiatische Kunst in Berlin aktiv. Zu den von der DGOK herausgegebenen periodischen Publikationen gehört die Ostasiatische Zeitschrift, die erstmals bereits 1912, also noch vor Gründung der Gesellschaft für Ostasiatische Kunst erschien.

## Bekannte Mitglieder
- Max Liebermann (1847–1935)
- Wilhelm Solf (1862–1936)
- Frieda Fischer-Wieruszowski (1874–1945)